# Markwald bei Baiersdorf
Markwald bei Baiersdorf este o arie protejată (arie specială de conservare — SAC, sit de importanță comunitară — SCI) din Germania întinsă pe o suprafață de 306,46 ha, integral pe uscat.

## Localizare
Centrul sitului Markwald bei Baiersdorf este situat la coordonatele 49°40′31″N 11°00′14″E / 49.6753°N 11.0039°E.

## Înființare
Situl Markwald bei Baiersdorf a fost declarat sit de importanță comunitară în noiembrie 2004 pentru a proteja 3 specii de animale. Situl a fost protejat și ca arie specială de conservare în aprilie 2016.

## Biodiversitate
Situată în ecoregiunea continentală, aria protejată conține 1 habitat natural: Păduri aluvionare cu Alnus glutinosa și Fraxinus excelsior (Alno-Padion, Alnion incanae, Salicion albae).
La baza desemnării sitului se află mai multe specii protejate:
- mamifere (1): liliac cu urechi mari (Myotis bechsteinii)
- nevertebrate (2): rădașcă (Lucanus cervus), Osmoderma eremita Complex